# 刘嘉楠
刘嘉楠（1977年—）中国时尚摄影师。出生于黑龙江省哈尔滨市，1996～2000就读于无锡轻工大学（今江南大学）设计学院平面设计专业（装潢961班）。2000～2003年于清华大学美术学院攻读商业摄影硕士。2003～2006年在北京服装学院艺术设计学院任教。2007年创办嘉域视觉摄影工作室（2011年工作室更名为春光映画摄影制作有限公司）。刘嘉楠的创作主题集中于时代女性的表现，作品具有偏戏剧效果的性感。其时尚摄影作品不仅有着较高辨识度，还带有潜移默化的感染力。刘嘉楠先后与《男人装》杂志，《VISION》杂志，CCTV，BTV，《GQ》杂志等时尚、艺术媒体合作创作和合作专题节目。2011年和2015年拍摄的《春运》和《春节》两组摄影作品在网络上累计超过五亿的点击和浏览，成为被广泛争议和讨论的社会和艺术话题。